# Jugial
Jugial là một thị trấn thống kê (census town) của quận Gurdaspur thuộc bang Punjab, Ấn Độ.

## Nhân khẩu
Theo điều tra dân số năm 2001 của Ấn Độ, Jugial có dân số 16.664 người. Phái nam chiếm 54% tổng số dân và phái nữ chiếm 46%. Jugial có tỷ lệ 79% biết đọc biết viết, cao hơn tỷ lệ trung bình toàn quốc là 59,5%: tỷ lệ cho phái nam là 81%, và tỷ lệ cho phái nữ là 76%. Tại Jugial, 11% dân số nhỏ hơn 6 tuổi.